# Светско првенство у атлетици у дворани 1987 — скок удаљ за жене
Скок удаљ у женској конкуренцији на 1. званичном Светском првенству у атлетици у дворани 1987. у Индијанаполису је одржано 7. марта у спортској дворани Hoosier Dome.

## Земље учеснице
Учествовало је 11 такмичарки из 9 земаља.
1. Антигва и Барбуда (1)
2. Источна Немачка (2)
3. Италија (1)
4. Јамајка (1)
5. Пољска (1)
6. Румунија (1)
7. САД (1)
8. Совјетски Савез (2)
9. Холандија (1)

## Освајачи медаља
| Освајачи медаља |                 |                 |  |  |  |  |
|                 |                 |                 |  |  |  |  |
|                 |                 |                 |  |  |  |  |
|                 |                 |                 |  |  |  |  |
| Хајке Дрекслер  | Хелга Ратке     | Јелена Белевска |  |  |  |  |
| Источна Немачка | Источна Немачка | Совјетски Савез |  |  |  |  |

## Рекорди
Листа рекорда у скоку удаљ пре почетка светског првенства 6. марта 1987. године.
| Рекорди пре почетка Светског првенства 1987.  | Рекорди пре почетка Светског првенства 1987. | Рекорди пре почетка Светског првенства 1987. | Рекорди пре почетка Светског првенства 1987. | Рекорди пре почетка Светског првенства 1987. | Рекорди пре почетка Светског првенства 1987. |
| --------------------------------------------- | -------------------------------------------- | -------------------------------------------- | -------------------------------------------- | -------------------------------------------- | -------------------------------------------- |
| Светски рекорд                                | 7,32                                         | Хајке Дрекслер                               | Источна Немачка                              | Њујорк, САД                                  | 27. фебруар 1987.                            |
| Рекорди светских првенстава                   | ово је 1. светско првенство у дворани        | ово је 1. светско првенство у дворани        | ово је 1. светско првенство у дворани        | ово је 1. светско првенство у дворани        | ово је 1. светско првенство у дворани        |
| Најбољи резултат сезоне                       | 7,32                                         | Хајке Дрекслер                               | Источна Немачка                              | Њујорк, САД                                  | 27. фебруар 1987.                            |
| Афрички рекорд                                |                                              |                                              |                                              |                                              |                                              |
| Азијски рекорд                                |                                              |                                              |                                              |                                              |                                              |
| Северноамерички рекорд                        | 6,97                                         | Џеки Џојнер-Керси                            | Сједињене Државе                             | Њујорк, САД                                  | 28. фебруар 1986.                            |
| Јужноамерички рекорд                          | 6,53                                         | Џенифер Инис                                 | Гвајана                                      | Њујорк, САД                                  | 24. фебруар 1984.                            |
| Европски рекорд                               | 7,32                                         | Хајке Дрекслер                               | Источна Немачка                              | Њујорк, САД                                  | 27. фебруар 1987.                            |
| Океанијски рекорд                             | 6,61                                         | Робин Лоравеј                                | Аустралија                                   | Осака, Јапан                                 | 16. јануар 1984.                             |
| Рекорди остварени на Светског првенства 1987. |                                              |                                              |                                              |                                              |                                              |
| Рекорди светских првенстава                   | 7,10                                         | Хајке Дрекслер                               | Источна Немачка                              | Индијанаполис, САД                           | 7. март 1987.                                |

### Најбољи резултати у 1987. години
Једанаест најбољих атлетичарки године у скоку удаљ у дворани пре почетка првенства (6. марта 1987), имале су следећи пласман а прескочиле су 6,50 метара.
| 1. | Хајке Дрекслер          | Источна Немачка | 7,32 | 27. фебруар |
| 2. | Галина Чистјакова       | Совјетски Савез | 7,12 | 14. фебруар |
| 3. | Хелга Ратке             | Источна Немачка | 7,03 | 1. фебруар  |
| 4. | Нијоле Медведева        | Совјетски Савез | 7,01 | 14. јануар  |
| 4. | Јелена Белевска         | Совјетски Савез | 7,01 | 25. фебруар |
| 6. | Вали Јонеску-Константин | Румунија        | 6,88 | 17. јануар  |
| 6. | Ирена Оженко            | Совјетски Савез | 6,88 | 6. фебруар  |
| 6. | Маријета Илку           | Румунија        | 6,88 | 7. фебруар  |
| 9. | Јелена Медведјева       | Совјетски Савез | 6,83 | 10. јануар  |
| 9. | Лариса Бережна          | Совјетски Савез | 6,83 | 10. јануар  |
| 9. | Јелена Синчукова        | Совјетски Савез | 6,83 | 14. фебруар |

Такмичарке чија су имена подебљана учествују на СП 1987.

## Сатница
| Датум         | Време | Ниво   |
| ------------- | ----- | ------ |
| 7. март 1987. |       | Финале |

## Резултати

### Финале
Такмичење је одржано 7. марта 1987. године.,,
| Пласман | Атлетичарка             | Земља             | ЛР    | ЛРС   | #1   | #2   | #3   | #4   | #5 | #6   | Резултат | Белешке |
| ------- | ----------------------- | ----------------- | ----- | ----- | ---- | ---- | ---- | ---- | -- | ---- | -------- | ------- |
|         | Хајке Дрекслер          | Источна Немачка   | 7,45о | 7,32  | 7,03 | 7,10 | 6,96 | x    | x  | x    | 7,10     | РСП     |
|         | Хелга Ратке             | Источна Немачка   | 7,21о | 7,16о | x    | 6,67 | 6,90 | 6,29 | x  | 6,94 | 6,94     |         |
|         | Јелена Белевска         | Совјетски Савез   | 7,31о | 7,01  |      |      |      |      |    |      | 6,76     |         |
| 4.      | Галина Чистјакова       | Совјетски Савез   | 7,34о | 7,12  |      |      |      |      |    |      | 6,66     |         |
| 5.      | Вали Јонеску-Константин | Румунија          |       |       |      |      |      |      |    |      | 6,62     |         |
| 6.      | Агата Карчмарек         | Пољска            |       |       |      |      |      |      |    |      | 6,43     |         |
| 7.      | Едине Ван Хезик         | Холандија         | 6,63  | 6,63  |      |      |      |      |    |      | 6,33     |         |
| 8.      | Антонела Каприоти       | Италија           |       |       |      |      |      |      |    |      | 6,31     |         |
| 9.      | Керол Луис              | САД               | 7,04о |       |      |      |      |      |    |      | 6,23     |         |
| 10.     | Синтија Хенри           | Јамајка           |       |       |      |      |      |      |    |      | 6,10     |         |
|         | Рован Мејнард           | Антигва и Барбуда |       |       |      |      |      |      |    |      | БП       |         |